# San Vendemiano
San Vendemiano is een gemeente in de Italiaanse provincie Treviso (regio Veneto) en telt 9359 inwoners (31-12-2004). De oppervlakte bedraagt 18,4 km², de bevolkingsdichtheid is 509 inwoners per km².

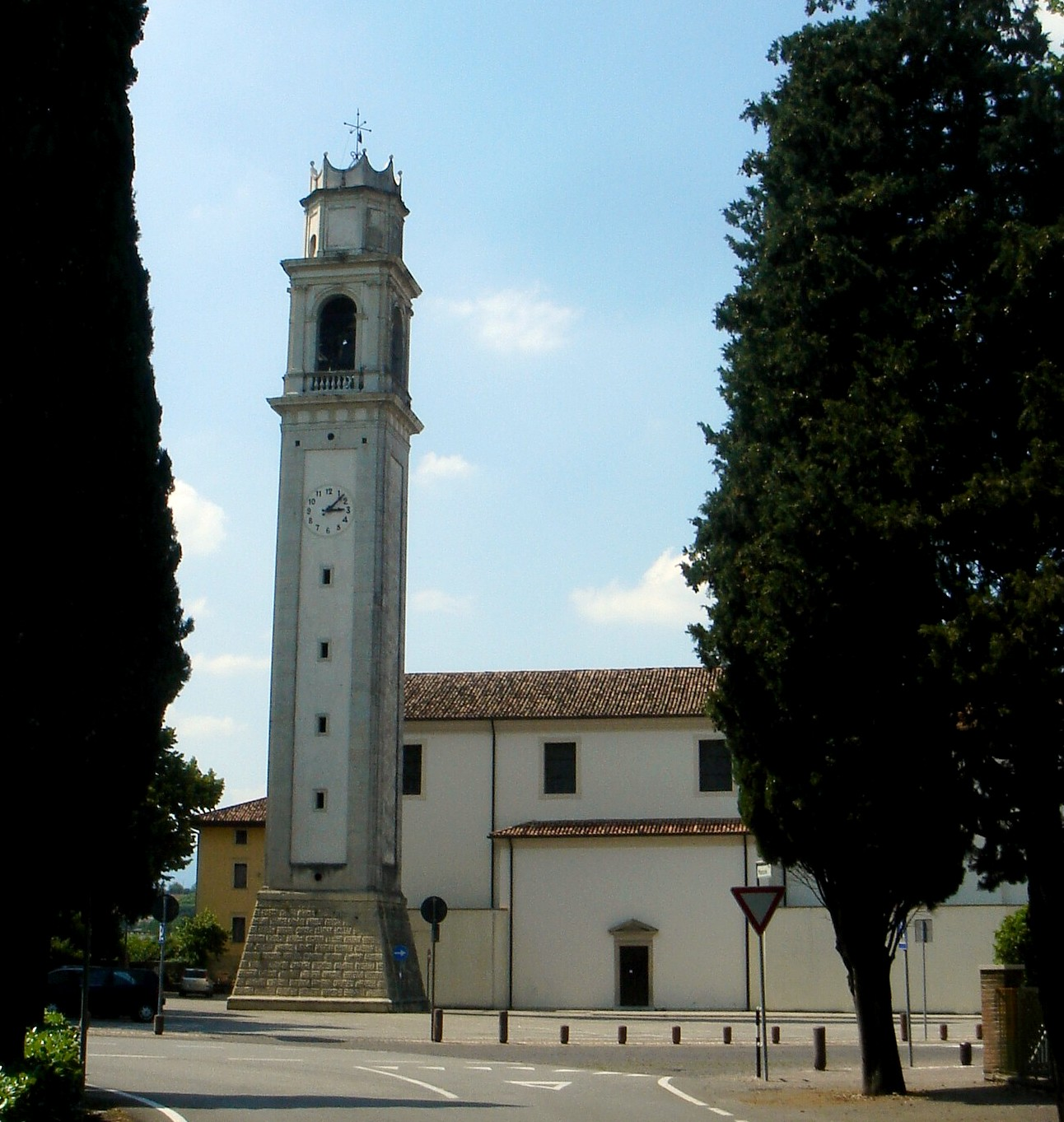
Parochiekerk
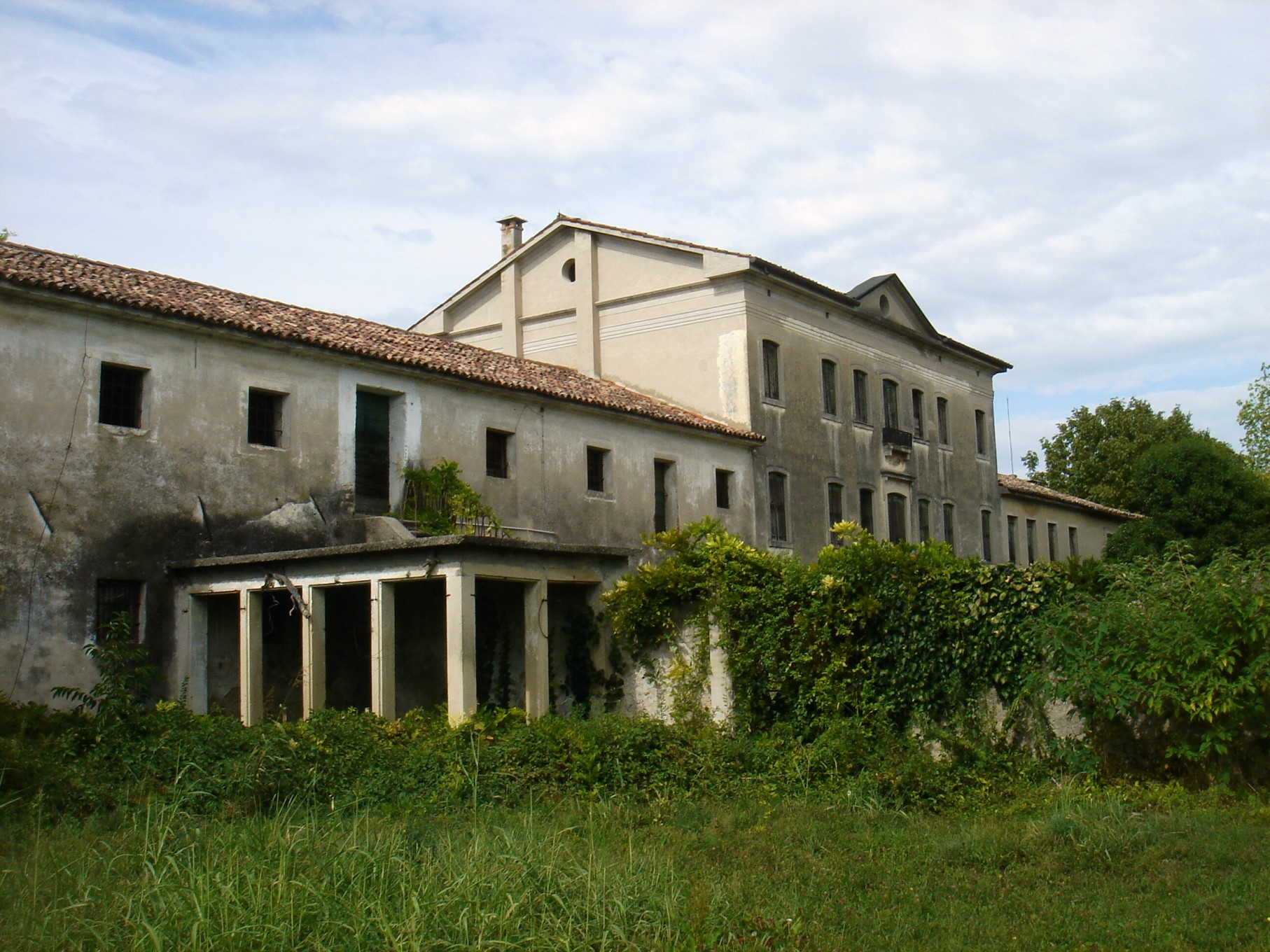
Villa Vettori

## Demografie
San Vendemiano telt ongeveer 3583 huishoudens. Het aantal inwoners steeg in de periode 1991-2001 met 7,8% volgens cijfers uit de tienjaarlijkse volkstellingen van ISTAT.
| Jaar | Inwoneraantal |
| ---- | ------------- |
| 1991 | 8140          |
| 2001 | 8776          |

## Geografie
San Vendemiano grenst aan de volgende gemeenten: Codognè, Conegliano, Mareno di Piave, San Fior.